# Shane Duffy
Shane Patrick Michael Duffy (* 1. ledna 1992 Londonderry) je irský profesionální fotbalista, který hraje na pozici středního obránce za anglický klub Norwich City FC a  za irský národní tým.

## Klubová kariéra
V mládí hrál Duffy zároveň fotbal za Foyle Harps a gaelský fotbal za Doire Colmcille CLG. Později se musel rozhodnout pro jeden sport a vybral si fotbal.

### Everton
V listopadu 2008 přestoupil do anglického Evertonu. Profesionální debut odehrál v prosinci 2009 v utkání 5. kola základní skupiny Evropské ligy proti řeckému AEK. Na konci sezony 2009/10 byl vyhlášen nejlepším hráčem rezervního týmu Evertonu. V květnu 2010 se při tréninkovém utkání nešťastně srazil s brankářem a kvůli natrženým játrům a ztrátě téměř 3,6 litrů krve musel podstoupit akutní operaci, která mu zachránila život. V září 2013 odešel na měsíční hostování do druholigového Yeovilu, postupně bylo jeho hostování prodlužováno, až nakonec zůstal u Glovers celou sezonu.

### Blackburn Rovers
Dne 1. září 2014 Duffy podepsal tříletou smlouvu s Blackburn Rovers FC.

### Brighton & Hove Albion
V srpnu 2016 podepsal čtyřletou smlouvu s Brighton & Hove Albion FC, podle deníku Daily Mirror se přestupová částka vyšplhala na 4 miliony liber, čímž Brighton vytvořil klubový rekord. Ve své první sezoně naskočil do 31 ligových utkání a významně pomohl „Seagulls“ k postupu do Premier League.